# Abbaye de Skalice
L'abbaye de Skalice est une abbaye cistercienne située dans la commune de Klášterní Skalice; en Bohême-Centrale. Fondée en 1357, elle est fermée en 1783.

## Histoire

### Fondation
L'abbaye de Skalice est la dernière fondation cistercienne médiévale de Bohême. C'est Dietrich Kagelwit, moine cistercien de l'abbaye de Lehnin, évêque de Minden, chancelier du royaume et conseiller de Charles IV, qui est le principal fondateur. Il donne en effet deux mille kopecks ainsi qu'une charte de fondation le 13 octobre 1357 dans le but de construire l'abbaye. L'archevêque de Prague Ernest de Pardubice confirme cette fondation dès le 12 novembre suivant.
La charte est également confirmée par le pape Innocent VI le 12 décembre de la même année, alors que la première pierre de l'abbaye est posée par Jan Očko z Vlašimi en présence de l'empereur lui-même.

### Fin du Moyen Âge
Par une charte du 8 novembre 1400, Venceslas de Luxembourg prend l'abbaye sous sa protection et l'exempte de taxes durant vingt ans à condition que les revenus en résultant, environ trois cents kopecks par an, soient affectés à la construction de l'édifice. Il prolonge cette exemption de vingt  en 1419. De ce fait, Skalice devient la troisième abbaye cistercienne la plus importante de Bohême, derrière Zbraslav et Vyšší Brod, avec une cinquantaine de moines.
Toutefois, le 18 avril 1421, le monastère subit des attaques durant les guerres hussites et est détruit. Ses biens sont légués à la ville de Kouřim,.

### Reconstructions et abandons
En 1481, soixante ans après la destruction, l'abbaye est rebâtie grâce au mécénat de Vilém Zub de Landštejn ; mais, dès 1533, l'abbaye est abandonnée. En 1690, à nouveau, sous l'impulsion de l'abbé de Sedlec Jindřich Snopek, une nouvelle reconstruction est menée. Mais celle-ci est beaucoup moins ambitieuse et se borne à reconstruire deux ailes à partir des bâtiments restants du cloître, ainsi qu'une petite chapelle dans l'ancien transept méridional.

### Fermeture de l'abbaye et devenir du site
En 1783, les réformes dites « joséphisme » menées par Joseph II amènent à la fermeture du monastère. L'édifice reste à l'abandon durant une trentaine d'années, jusqu'à son rachat par Jiří Dörfel, un bourgeois qui transforme les ruines en château en utilisant un style pseudo-gothique. La plupart des restes originaux de l'abbaye disparaissent au cours des années 1840.
Jean II de Liechtenstein acquiert les bâtiments en 1872, et sa famille les conserve jusqu'en 1924, où une réforme agraire les transforme en coopérative agricole.

## Architecture
Les ruines présentes sur le site montrent que le monastère a été construit avec des pierres de grès travaillées avec soin. Il est possible qu'ait travaillé sur le chantier de Skalice un ou plusieurs maîtres d'œuvre impliqués sur le chantier de la cathédrale Saint-Guy de Prague, et notamment Mathieu d'Arras,,.
Les restes de l'abbatiale sont toutefois très modestes. Le plus visible est un des piliers soutenant la croisée du transept, haut d'une dizaine de mètres. Sont également visibles une partie du mur de clôture et une partie des bâtiments conventuels,.
Les fouilles montrent que l'église abbatiale devait être une église à cinq nefs, et que la hauteur des voûtes devait être égale ou supérieure à trente mètres. Le transept était long de quarante mètres, et la longueur totale de l'édifice en faisait probablement le plus grand édifice gothique de Bohême.

Ruines de l'abbatiale de Skalice
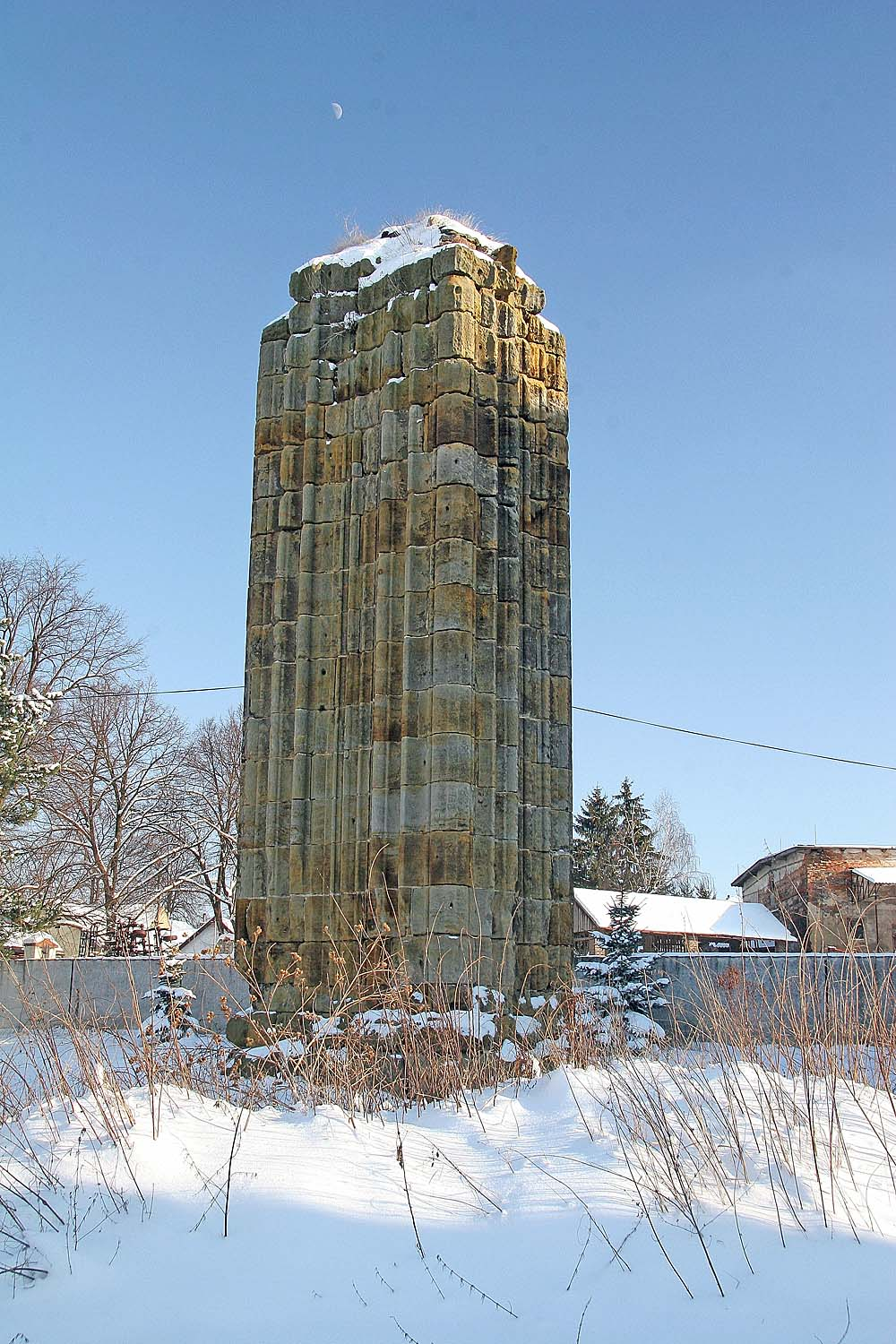
La colonne subsistante de la croisée du transept sous la neige.
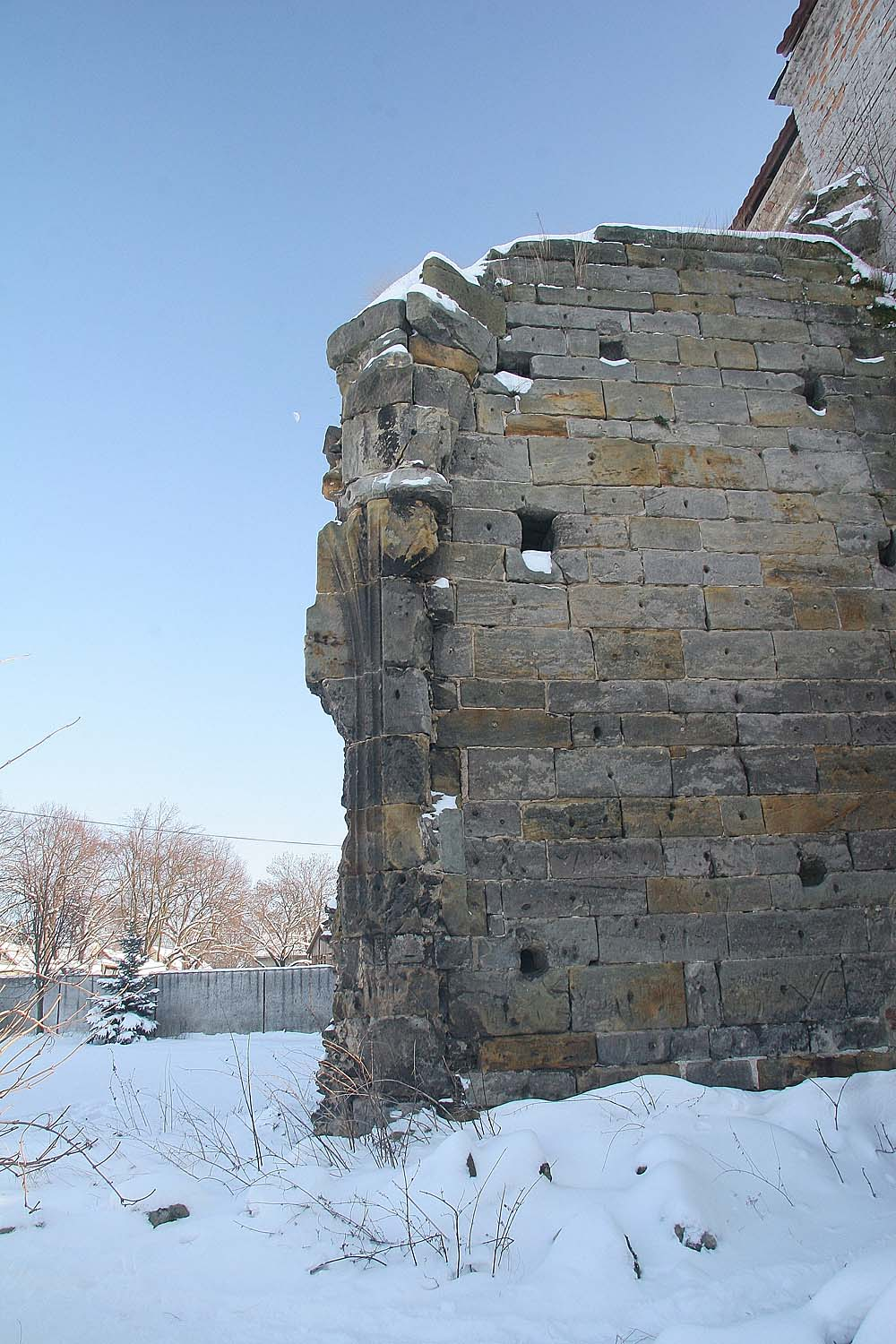
Le mur subsistant de la clôture monastique.
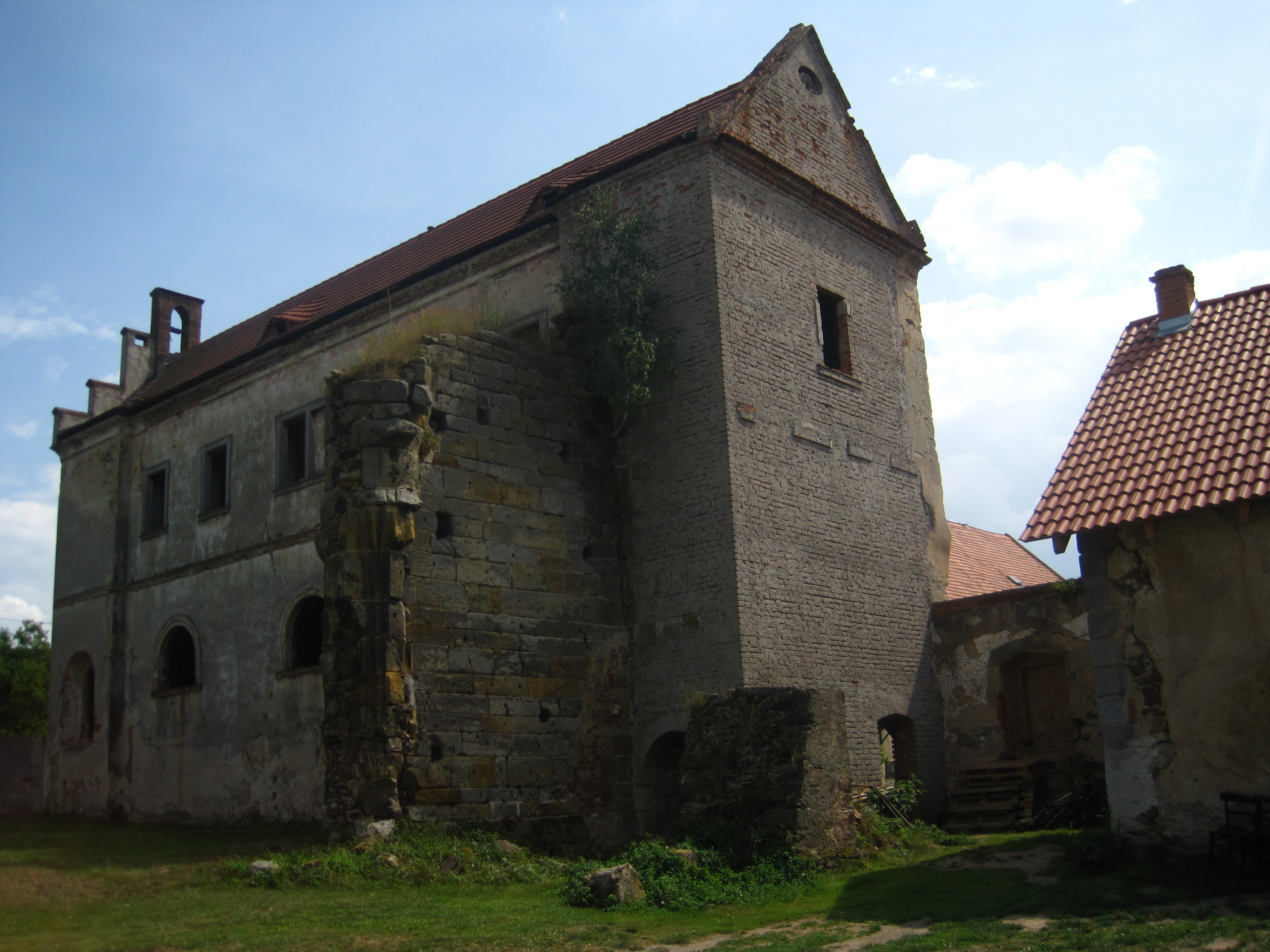
Les vestiges du monastère réhabilités au XIXe siècle